# Yezoceryx maculataexcels
Yezoceryx maculataexcels är en stekelart som beskrevs av Wang 1993. Yezoceryx maculataexcels ingår i släktet Yezoceryx och familjen brokparasitsteklar. Inga underarter finns listade i Catalogue of Life.